# 男はつらいよ 寅次郎恋やつれ
『男はつらいよ 寅次郎恋やつれ』（おとこはつらいよ とらじろうこいやつれ）は、1974年8月3日に公開された日本映画。マドンナ役に再び吉永小百合を迎えた『男はつらいよ』シリーズ第13作。同時上映は『超能力だよ全員集合!!』。

## あらすじ
寅次郎が旅先で見た夢では、タコ社長夫妻が仲人をして寅次郎が結婚し花嫁を連れて柴又に帰ってきたら、おいちゃん・おばちゃんが亡くなっていた。
柴又に帰ってきた寅次郎は、温泉津温泉で知り合った絹代（高田敏江）との結婚を考えていると皆に伝え、さくらとタコ社長を連れて会いにいくが、絹代の元には家出した夫が戻ってきていた。
失意の中、さくらたちを宿に置いて立ち去った寅次郎であったが、旅の途中の津和野で歌子（吉永小百合）と偶然再会する。２年前、寅次郎は歌子に惚れながら、多治見の陶芸家の男性との結婚を祝福して別れた（『柴又慕情』）のだが、それ以来の再会であった。しかし、歌子から思わぬ話を聞かされて、寅次郎は愕然とする。苦労の末に結ばれた夫は前年に亡くなり、未亡人として津和野の婚家で温かみの少ない姑らとともにつつましく生活をしているというのだ。その姿に哀れみを感じた寅次郎は、歌子を一人残していくことに後ろ髪を引かれながら、何かあったらとらやを訪ねてくるように言い残して去る。
10日ほどして寅次郎は旅から帰ってきたが、歌子のことを心配するあまり、「恋やつれ」と呼ばれるほどの状態になってしまう。寅次郎は他人の不幸をあざわらうような家庭だと憤慨して、とらやを旅立とうとするが、ちょうどその時歌子が訪ねてくる。歌子は、寅次郎との出会いに励まされる形で、勤めていた図書館を辞め、婚家とも縁を切る形で覚悟の上京をしたのであった。東京で自分の生きがいとなる仕事を見つけようと、しばらくとらやに滞在することになる。津和野では見せなかった笑顔をとらやでは浮かべる歌子を見て、寅次郎は涙ぐむ。
歌子には、一つ心に引っかかるものがあった。父・修吉との確執である。夫の葬式にも参列せず、優しい言葉をかけてくれなかった父に、歌子は失望していた。さくらは、そんな歌子の言葉を聞いて、修吉の家を訪れ、現状を報告する。その際の修吉の態度を見て、修吉の心の中に歌子への愛情を読み取る。歌子は、心身障害児や老人の世話をする施設で働いて、他人のために役立つ仕事をすることを目指していたが、そこに至るための資格などの壁が高いこともあって、自信が持てないでいた。さくらは、博とともに、修吉なら何と言うだろうか、会ってみたらいいのではないかと言うが、歌子ともども実行には踏み出しにくい雰囲気が漂う。ところが、その翌日、寅次郎が単身修吉を訪れ、歌子に謝罪するように単刀直入に申し入れる。何もかもぶちこわしにするような寅次郎の行動にとらやの人たちは大いに怒るが、そこへ修吉が訪れる。寅次郎の「厳しい批評」に心を動かされたのだ。修吉は当座の生活費と着替えを持ってきた建前ではあったが、歌子の謝罪を受け、「謝るのはたぶん私のほうだろう。私は口が下手だから、なんて言うか誤解されることが多くてな。しかし私は、君が自分の道を、自分の信ずる道を選んで、その道をまっすぐに進んでいったことをうれしく、私は本当にうれしく…」と涙をぬぐい、「もっと早くお父さんに会いに行けばよかったのに」と言う歌子、寅次郎も含めて、一同が涙する。
寅次郎は、歌子が幸せをつかんでいく様子を見て、自分の役割が終わったことを感じる。父と和解して実家に戻った歌子を訪れ、仕事のことを尋ね、伊豆大島『藤倉学園』で働くことにするという報告を受けると、歌子の家、そしてとらやを「安心半分、傷心半分」で、静かに去る。
歌子からとらやに、伊豆大島の心身障害児の施設での充実した生活を知らせる手紙が来る。最後は寅次郎との再会を願う文章で締められていた。寅次郎は、山陰の海岸を訪れる。そこには偶然、夫や二人の子どもと戯れる絹代がおり、ここでも寅次郎は自分が関わった人物が幸せでいる姿を見届けて、満面の笑みを浮かべるのであった。

## スタッフ
- 監督：山田洋次
- 脚本：山田洋次、朝間義隆
- 製作：島津清
- 音楽：山本直純

## キャスト
- 車寅次郎：渥美清
- 諏訪さくら：倍賞千恵子
- 諏訪博：前田吟
- 車つね（おばちゃん）：三崎千恵子
- 源公：佐藤蛾次郎
- 桂梅太郎（タコ社長）：太宰久雄
- 絹代：高田敏江 - 寅次郎が心を寄せた、夫が失踪した温泉津の窯場の女性。
- 老紳士：吉田義夫 - 京成電鉄で寅次郎の隣に座っている老人。
- 歌子の姑：小夜福子
- 諏訪満男：中村はやと
- みどり：高橋基子 - 歌子と喫茶店で会う。歌子の短大時代からの友人。
- マリ：泉洋子- 歌子と喫茶店で会う。歌子の短大時代からの友人。
- 夢の花嫁 : 石原昭子
- 老婆：武智豊子 - 京成電鉄で寅次郎の隣に座っている老婦人
- 印刷工 : 羽生昭彦
- 同 : 長谷川英敏
- 同 : 松下努
- 同 : 松原直
- ご近所 : 秩父晴子
- 八百屋のおかみ : 後藤泰子
- 梅太郎の妻 : 水木涼子 - 寅次郎の夢のシーンで寅次郎の仲人を梅太郎と務め、花嫁の手を取る。
- すさやのおばちゃん : 谷よしの - 寅次郎がうどんを食べる津和野の食堂「すさや」。寅次郎と歌子が2年ぶりに再会する。
- 温泉芸者：光映子
- 車竜造（おいちゃん）：松村達雄
- 御前様：笠智衆
- 高見修吉：宮口精二（東宝）- 歌子の父。小説家。
- 鈴木歌子 旧姓・高見（マドンナ）：吉永小百合 - 夫が亡くなり、津和野町立図書館に勤める。
  - 佐藤、2019、pp.620-621より

## ロケ地
- 神奈川県横須賀市(熊野神社・夢の結婚式)
- 島根県大田市(温泉津温泉、石見福光海岸)、津和野町(津和野城址)、益田市(大日霊神社・啖呵売、持石海岸、安富橋、すさや、町立図書館・藩校『養老館』、津和野大橋、永明寺・墓所、古橋酒造)、江津市(浅利海岸)
- 横浜市港北区(大倉山駅・高見修吉がさくらを見送るシーン)
- 東京都台東区(不忍池・啖呵売)、港区(青山)、

## エピソード
- 松村達雄のおいちゃん役は本編が最後となる。
- 使用されたクラシック音楽
  - シューマン：『子供の情景』作品15から第7曲『トロイメライ（夢）』バイオリンとハープ
  - カール・タイケ作曲『旧友』～国鉄温泉津駅 さくらと社長が帰りの列車を待つ。
  - カール・チェルニー作曲：30番練習曲（技法の練習曲） Op.849 第4番～高見修吉がさくらを駅まで送る。
  - フェルディナント・バイエル作曲『バイエルピアノ教則本』作品101から第10番～高見修吉と寅さんの対面の場
- DVD収録の特典映像、「特報」と「予告編」には以下のような没シーンや別カットが収録されている。
  - 寅次郎が客車最後尾の連結器に足を延ばし、デッキで何かを食しているシーン。
  - 柴又で歌子と寅次郎が釣りをして魚を釣り上げているシーン(本編では竿が折れて流されてしまっている)。源ちやんが魚を針につけたのかどうかは不明。
  - 寅次郎が川沿いで佇むシーンと、歌子と寅次郎が橋の上で再開するシーン。本編では食事処で再開している。
  - 歌子が花の綿毛を吹く別バージョンと、それを撮影している山田組のシーン。
  - 歌子からの電話を取る寅次郎のシーン。本編では左手で取っているが、予告編では右手で受話器をつかんでいる。

など

## 記録
- 観客動員：194万4000人[1]
- 配給収入：8億7000万円[1]